# Глинская, Елена Васильевна
Еле́на Васи́льевна Гли́нская (ок. 1508, Великое княжество Литовское — 4 апреля 1538, Русское государство) — вторая жена государя всея Руси Василия III, мать царя Ивана IV Грозного, регентша на время его малолетства с 3 декабря 1533 года и до своей смерти, княгиня Московская и великая княгиня Владимирская.

## Жизнь

### Происхождение
Дочь князя Василия Львовича из литовского рода Глинских и его жены Анны Якшич, которая была родом из Сербии; по одной из версий является дочерью сербского воеводы Стефана Якшича.
По родословной легенде, которая присутствует в ряде частных родословцев, Глинские ведут происхождение от Мамая, «коего на Дону побил Дмитрий Иванович». Однако отношение к этой версии происхождения Глинских уже в XVI веке было критическим; вероятно, поэтому она не попала в Государев родословец, хотя Глинские и состояли в родстве с Иваном Грозным. По другой версии, Глинские могли происходить от Ольговичей (одной из ветвей Рюриковичей).
До изгнания Глинские владели городами и землями на территории нынешней Левобережной Украины.

## Брак
В 1526 году Елена Глинская была выбрана невестой великого князя Василия III, который развёлся с первой женой Соломонией Сабуровой по причине отсутствия у неё детей. Герберштейн сообщал, что великий князь настолько стремился понравиться своей избраннице, что даже сбрил бороду на европейский манер, чем вызвал ужас у консервативно настроенного общества.
Свадьба состоялась 21 января 1526 года. На момент бракосочетания Елене было 14-16 лет, а Василию III почти в три раза больше. Сопутствовала мужу, объезжавшему монастыри новгородской земли и вологодского края.
Елена родила Василию двоих сыновей — Ивана (1530) и Юрия (1532).
Сопровождала мужа 21 сентября 1533 года в богомольческой поездке в Троице-Сергиев монастырь.
В 1533 году она овдовела и согласно воле мужа и его завещанию вступила в управление государством при малолетнем великом князе — будущем Иване Грозном.

## Правление
В декабре 1533 года Елена Васильевна фактически совершила переворот, отстранив от власти семерых опекунов (регентов), в том числе деверя и своего дядю, которых своей последней волей назначил умирающий Василий III, и сделалась правительницей Русского государства. Таким образом, она стала первой после великой княгини Ольги (если не считать Софью Витовтовну, власть которой во многих русских землях вне Московского княжества была формальной) правительницей единого Русского государства.
Как женщина не московских, а скорее литовских нравов и воспитания, Елена Глинская не пользовалась симпатиями ни у бояр, ни у народа. Ближайшим союзником Елены был женатый фаворит, князь Иван Фёдорович Овчина Телепнев-Оболенский. Эта связь и в особенности заносчивое поведение любимца правительницы вызывали неодобрение у бояр. За выражение этих настроений князь Михаил Глинский был посажен племянницей в тюрьму. И дядя, и два брата мужа умерли в тюрьме от голода.
В 1534 году по велению правительницы Глинской начали копать глубокий ров от Неглинной, кругом посада. Работы производились всеми обывателями без исключения, кроме бояр и детей боярских. По окончании работ иностранным архитектором около рва заложена Китайгородская стена с четырьмя башнями и воротами, образовавшая таким образом Китай-город.
Важнейшим моментом в правлении Елены Глинской является проведение денежной реформы (начата в 1535). Она фактически ввела в Русском государстве единую валюту. Ею стала серебряная деньга массой 0,34 г. Это был важный шаг для стабилизации экономики государства.
В 1536 году заключила перемирия: на 5 лет с Великим княжеством Литовским и на 60 лет со Швецией. В январе этого же года принимала казанского хана Ших-Али (Шигалея) и его жену Фатьму-салтан в Москве. Позже встречалась с супругой отдельно.
В 1537 году Елена заключила с польским королём Сигизмундом I выгодный для Русского государства мир, завершивший русско-литовскую войну 1534—1537 годов, именуемую также «Стародубской». Мирный договор сохранял статус-кво обоих государств, Россия лишилась Гомельской области, но получила ряд крепостей, принадлежавших до этого Великому княжеству Литовскому. Швецию обязала не помогать Ливонскому ордену и Литве. В этом же году арестовала заговорщика Андрея Ивановича Старицкого.

## Смерть и похороны
4 апреля 1538 года 30-летняя Елена Глинская неожиданно умерла. Её тело было погребено в московском Вознесенском девичьем монастыре Московского кремля.
Исследования её останков указывают на предположительную причину смерти — отравление ртутью. Но факт отравления до сих пор не признан историками как бесспорный и не вызывающий сомнения, поскольку ртуть в то время широко использовалась и при изготовлении косметики (белил), и как компонент многих лекарственных средств.
Проведённая по черепу реконструкция внешности Елены Глинской высветила её долихокефалический типаж (характерный и для прибалтов и северных русских, и для сербов, из которых была её мать). Лицо княгини отличалось мягкими чертами. Она была довольно высокого для женщин того времени роста — около 165 см и гармонично сложена. У Елены была редкая аномалия: на один поясничный позвонок больше. В захоронении также сохранились остатки волос рыжего цвета, этот цвет волос унаследовал от неё сын Иван Грозный.

## Критика
Завещание Василия III не сохранилось. Повесть о болезни и смерти Василия III ничего не говорит о передаче власти жене государя, летописи, в частности Воскресенская и Псковская Первая, содержат на этот счёт противоположные сведения. Официальная Воскресенская сообщает, что Василий III оставил государство и малолетнего правителя на попечение жене и митрополиту Даниилу. Псковская летопись говорит о передаче власти узкому кругу лиц из боярского окружения. На сегодня большинство историков склоняются к тому, что Василий III намеревался передать регентство над Иваном, а соответственно и власть в государстве Опекунскому совету.
Двадцатилетнее бесплодие в первом браке великого князя, «позднее» (спустя четыре года после свадьбы) появление детей у молодой и здоровой княгини породило новые слухи о бесплодии самого Василия III. Сплетни ходили и о том, что реальным отцом княжичей был приближенный к Елене князь Иван Федорович Овчина Телепнев Оболенский. Сейчас большинство ученых признают, что слухи о неверности Елены в годы её брака — не более чем выдумка злопыхателей. Прямых доказательств связи Елены и Овчины Телепнева Оболенского до смерти Василия III нет.

## Киновоплощения
- Фильм «Иван Грозный», режиссёр Сергей Эйзенштейн — Ада Войцик
- Телесериал «Иван Грозный», режиссёр Андрей Эшпай — Зоя Кайдановская

## Исторические источники
- Письма великого князя Василия Ивановича к Елене Глинской (№ 1, № 2, № 3, № 4, № 5).
- Акты Московского государства принятые во времена правления: 1533, 1534, 1535, 1536, 1537, 1538.